# Daniel Henriques
Daniel Batalha Henriques (ur. 30 marca 1966 w Sant’Isidoro, zm. 4 listopada 2022) – portugalski duchowny rzymskokatolicki, biskup pomocniczy Patriarchatu Lizbony od 2018 do śmierci.

## Życiorys
Święcenia kapłańskie otrzymał 1 lipca 1990 i został inkardynowany do Patriarchatu Lizbony. Pracował głównie jako duszpasterz parafialny, był także m.in. wychowawcą i ojcem duchownym w seminarium duchownym oraz przełożonym wikariatu Loures-Divelas. 
13 października 2018 papież Franciszek mianował go biskupem pomocniczym Patriarchatu lizbońskiego, ze stolicą tytularną Aquae Thibilitanae. Sakry biskupiej udzielił mu 25 listopada 2018 kardynał Manuel Clemente.
Zmarł 4 listopada 2022 z powodu nowotworu w wieku 56 lat.